# سفید بازتابنده

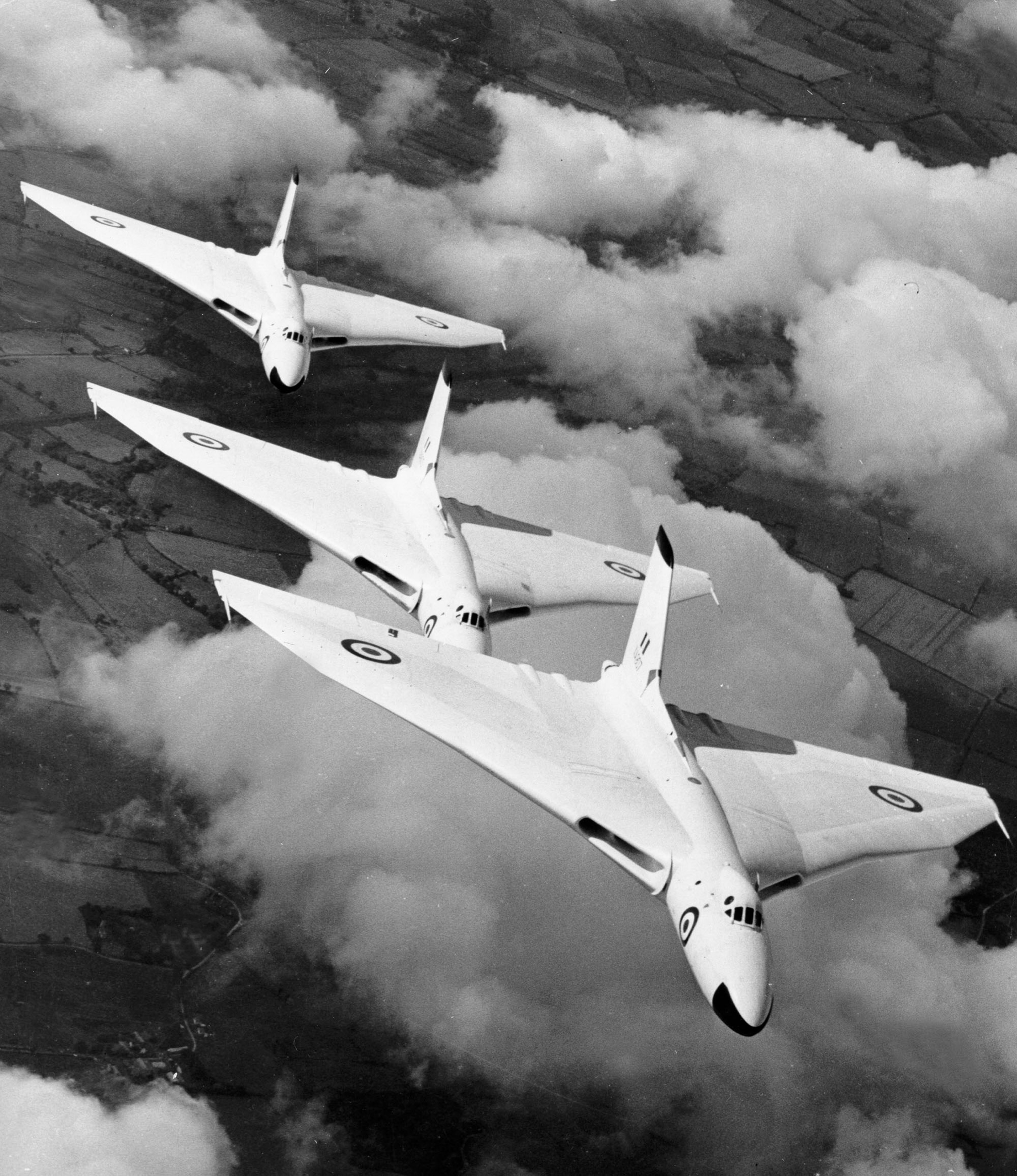
آورو والکان‌های بریتانیایی با راندل‌های سیاه‌رنگ در سال ۱۹۵۷ میلادی.

سفید بازتابنده یا سفید ضد تشعشع (به انگلیسی: Anti-flash white) رنگ سفیدی است که معمولاً در بمب‌افکن‌های هسته‌ای بریتانیا، شوروی و ایالات متحده آمریکا دیده می‌شود. هدف از این رنگ، بازتاب مقداری از تابش حرارتی ناشی از انفجار هسته‌ای و محافظت از هواپیما و سرنشینان آن است.

## بریتانیا

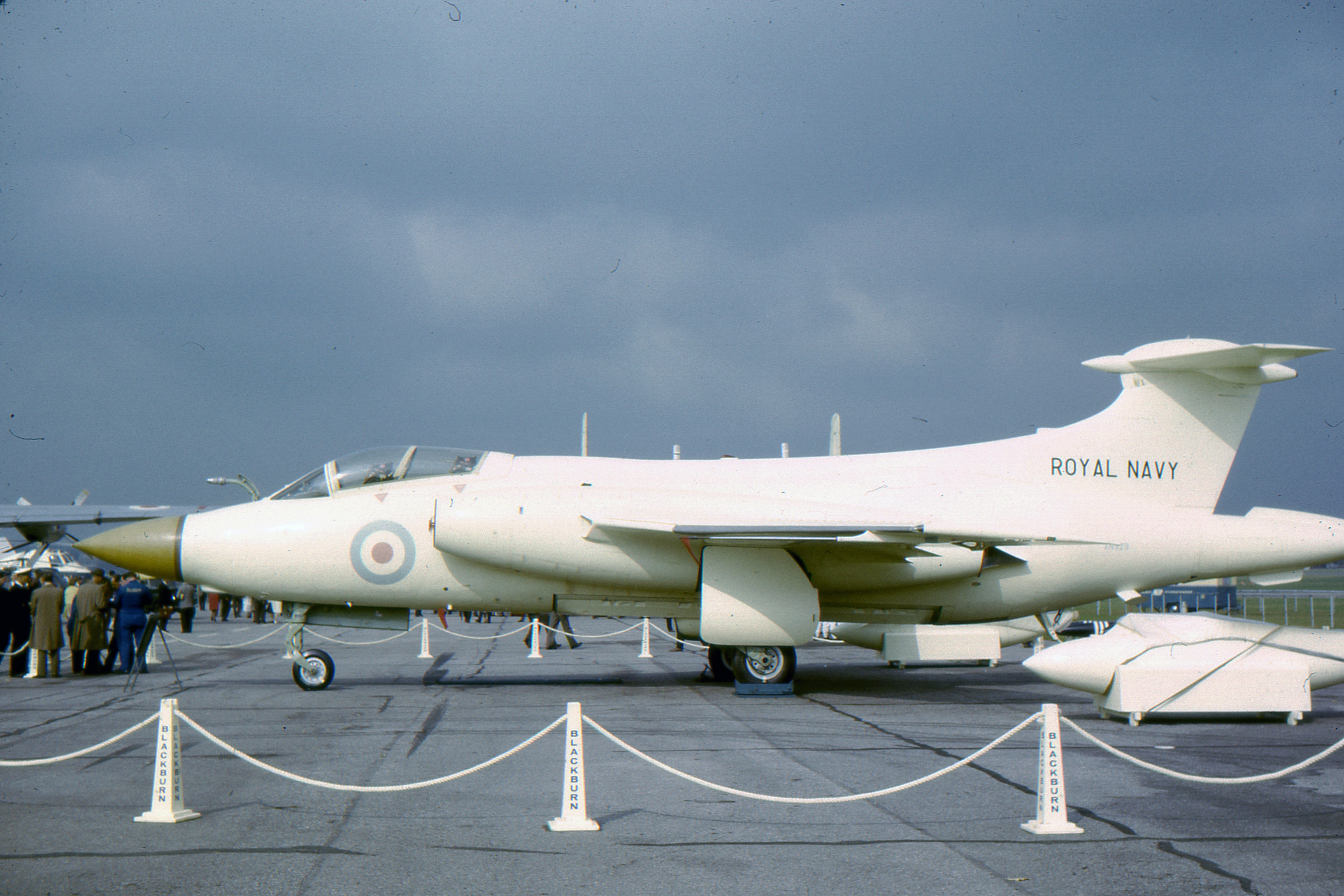
یک فروند بلکبرن بوکانیر در نمایشگاه هوایی فارنبورو با رنگ سفید بازتابنده و راندل‌های کم‌رنگ، ۱۹۶۲ میلادی.

رنگ سفید بازتابنده در بمب‌افکن‌های V نیروی هوایی سلطنتی و در بمب‌افکن‌های نیروی دریایی سلطنتی بلکبرن بوکانیر، در نقش حملهٔ هسته‌ای مورد استفاده قرار گرفت.
این رنگ در نمونه‌های اوّلیهٔ چندین هواپیما، از جمله بمب‌افکن باک تی‌اس‌آر-۲ نیز به کار گرفته شد. رنگ مورد استفاده در آورو والکان توسط شرکت Cellon و رنگ مورد استفاده در هندلی پیج ویکتور توسط شرکت Titanine Ltd تولید شده است.

## اتحاد جماهیر شوروی

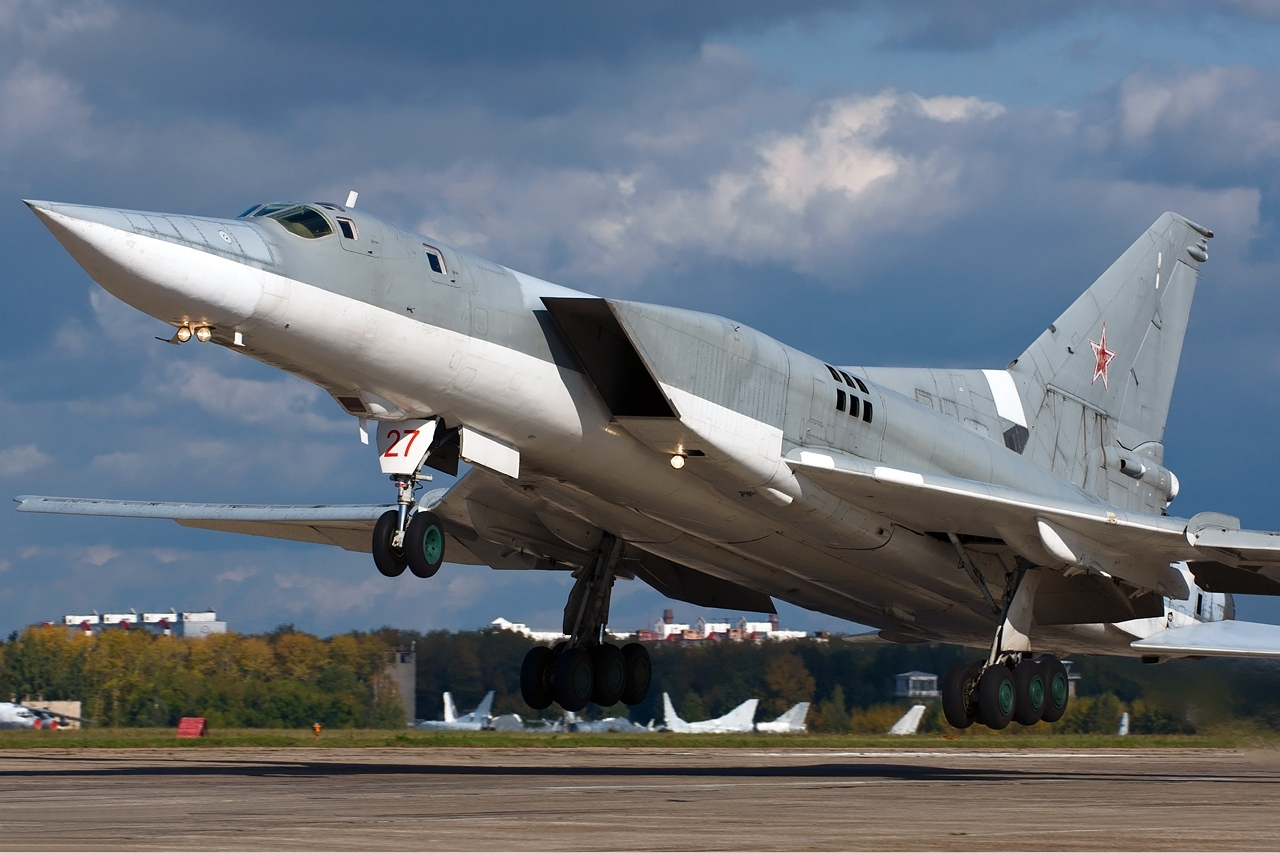
یک توپولف تو-۲۲ام با رنگ سفید بازتابنده در قسمت زیرین

برخی از بمب‌افکن‌های هسته‌ای شوروی، قسمت زیرین بدنهٔ هواپیما را به رنگ سفید ضد تشعشع و سطوح بالایی آن را به رنگ نقره‌ای-خاکستری روشن رنگ‌آمیزی می‌کردند. تمام سطوح زیرین و کناره‌های بمب‌افکن منحصربه‌فرد و مخصوص شوروی، توپولف ۹۵وی که قدرتمندترین بمب هسته‌ای جهان یعنی بمب تزار را در ۳۰ اکتبر ۱۹۶۱ آزمایش کرد، از رنگ سفید بازتابنده پوشانده شده بود.

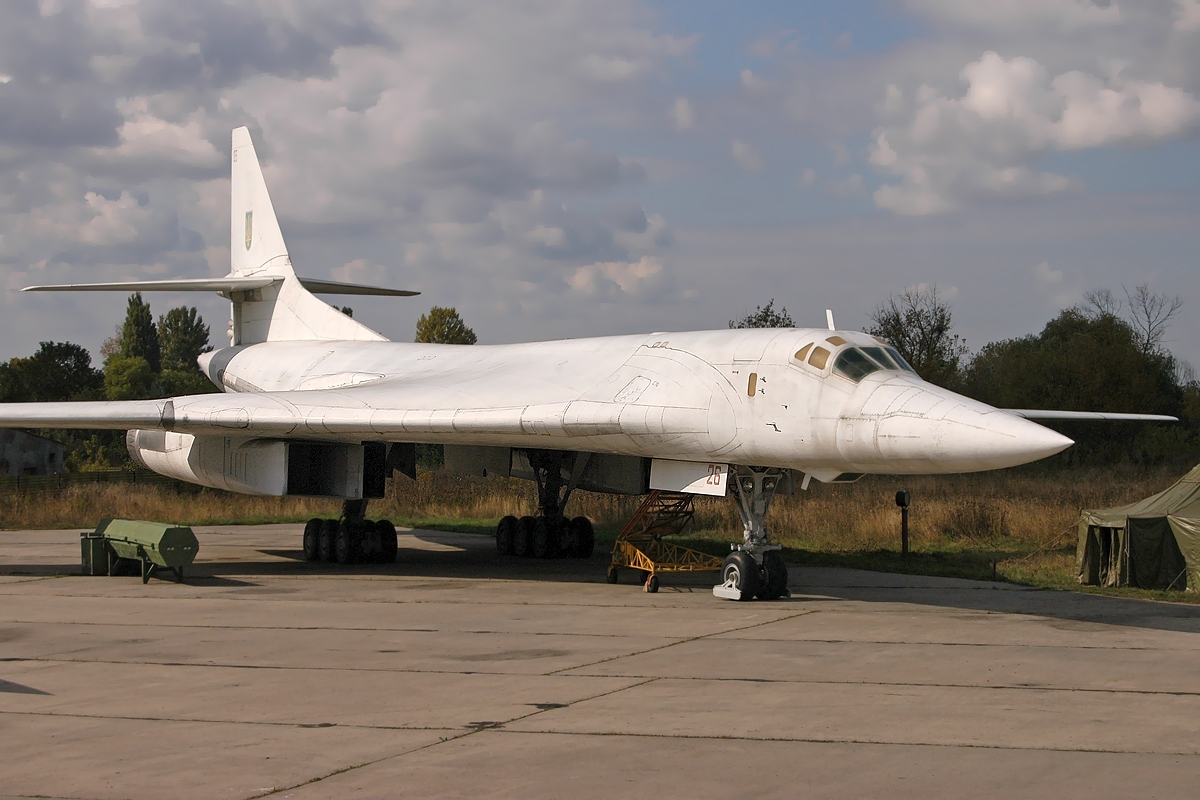
یک فروند بمب‌افکن توپولف تو-۱۶۰ اوکراین به رنگ سفید ضد تشعشع

توپولف تی‌یو-۱۶۰ نخستین بمب‌افکن ساخت شوروی بود که تمام سطوح آن به رنگ سفید بازتابنده رنگ‌آمیزی شد و به همین دلیل، به قوی سفید معروف شده بود.

## ایالات متحده آمریکا

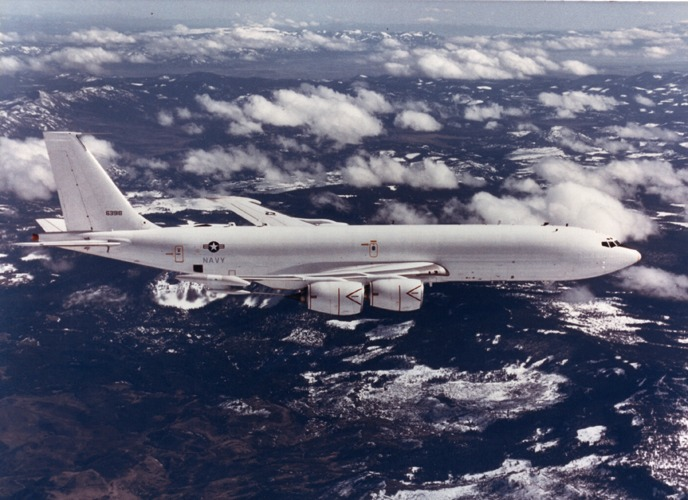
یک فروند هواپیمای بوئینگ ئی-۶ مرکوری که به رنگ سفید ضد تشعشع رنگ‌آمیزی شده است.

بسیاری از بمب‌افکن‌های هسته‌ای فرماندهی استراتژیک هوایی ایالات متحده آمریکا، رنگ سفید بازتابنده را در زیر بدنه و رنگ نقره‌ای-خاکستری روشن یا فلز طبیعی را در سطوح بالایی خود داشتند.
هواپیماهای بوئینگ ئی-۶ مرکوری نیروی دریایی ایالات متحده آمریکا هنوز هم به رنگ سفید بازتابنده رنگ‌آمیزی شده‌اند.

## سایر هواپیماها
علاوه بر این هواپیماهای نظامی، کنکورد نیز به رنگ سفید رنگ‌آمیزی شده بود تا گرمای اضافی ایجاد شده بر اثر تابش نور خورشید روی بدنهٔ آلومینیومی هواپیما در حین پرواز در ارتفاعات بالا کاهش پیدا کند. این دما در سرعت ۲ ماخ در اثر گرمای آیرودینامیکی، به بیش از ۹۰ درجه سلسیوس (۱۹۴ درجه فارنهایت) رسیده بود.
هواپیماهایی که حداقل بخشی از بدنهٔ آن‌ها در مدل‌های حامل بمب هسته‌ای به رنگ سفید ضد تشعشع رنگ‌آمیزی شده است، عبارت‌اند از:
 کانادا
- نمونه‌های اوّلیه سی‌اف-۱۰۵ آرو

 جمهوری خلق چین
- شیان اچ-۶

 اتحاد جماهیر شوروی
- میاسیشچف ام-۴
- توپولف تو-۱۶
- توپولف تو-۹۵
- توپولف تو-۲۲ام
- توپولف تو-۱۶۰

 بریتانیا
- بمب‌افکن‌های V
- آورو والکان
- هندلی پیج ویکتور
- ویکرز ولینت
- بلکبرن بوکانیر
- انگلیش الکتریک کانبرا (آزمایشی)
- نمونهٔ اوّلیه باک تی‌اس‌آر-۲
- نمونهٔ اوّلیه رهگیر ساندرز-رو اس‌آر.۵۳

 ایالات متحده آمریکا
- کانویر بی-۳۶
- بوئینگ بی-۴۷ استراتوجت
- بوئینگ بی-۵۲ استراتوفورترس
- نورث امریکن ای-۵ ویجلانت
- نمونهٔ اوّلیه نورث امریکن ایکس‌بی-۷۰ والکیری
- نمونهٔ اوّلیه راکول بی-۱ لنسر